# Brian Drummond
Brian Drummond, född 10 augusti 1969 i Salmon Arm, British Columbia, är en kanadensisk skådespelare.